# HD 45506
HD 45506，又名BD+16 1159，SAO 95719、HR 2340，是一颗恒星，视星等为6.23，位于銀經195.9，銀緯2.41，其B1900.0坐标为赤經6h 22m 42.6s，赤緯+16° 2.41′ 6″。